# Любовь с первого взгляда (фильм, 1956)
«Любовь с первого взгляда» (исп. Amor a primera vista) — аргентинская музыкальная комедия Лео Флейдера со знаменитой
актрисой и певицей Лолитой Торрес в главной роли.

## Сюжет
Единственная дочь богатых родителей Матильда Альварезза - восторженная поклонница знаменитого эстрадного певца Марио де ла Росы. Узнав о
том, что Марио перед отъездом в гастроли по Латинской Америке будет давать автографы своим почитателям в магазине радиотоваров, она решила
поехать в этот магазин и уговорила свою двоюродную замужнюю сестру Люсию, которая хотела купить радиолу, ехать вместе с ней. Добравшись до
магазина они увидели огромную толпу из поклонниц певца, и подойти к нему было невозможно. Люсия сразу же подозвала служащего магазина
чтобы купить радиолу, и они отправилась в подсобку. Там она оформила заказ на покупку радиолы, но так как  она уезжала из Буэнос-Айреса
домой, то  попросила временно доставить эту радиолу на адрес Матильды.
Тем временем у певца Марио де ла Росы, прижатого к прилавку поклонницами, кончились чернила в ручке. Он не знал что делать, против
напирающей толпы, но тут ему помогла Матильда, которая заметила за Марио закрытую дверь в коридор. Она тоже проскочила в подсобку, и
через темный коридор подбежала к этой двери, открыла ее изнутри, впустила певца и закрыла дверь. В темном помещении они потеряли друг
друга и Марио, когда вышел на свет,  случайно столкнулся с Люсией, оформившей заказ. Там их застал фоторепортер, который сделал снимок
Марио и Люсии. Хотя они обменялись только несколькими словами, та ему  очень понравилась.
Люсия ушла и Матильда, потерявшая Марио в темноте и неразберихе, тоже. Когда к певцу подоспел его импресарио Сапорити, то он уже
влюбился в Люсию и попросил срочно разыскать адрес этой женщины. Сапорити бросился к служащим, и ему дали адрес, по которому нужно было
доставить радиолу, то есть адрес Матильды.
Марио сказал чтобы Сапорити немедленно купил цветы и доставил их Матильде, сказав, что он не уедет в турне, пока не поговорит с ней.
Сапорити это сделал и приехал на дом к девушке. Та очень удивилась, но позвонила по телефону Марио. Оба они, не зная что случилось в
действительности, рассказали о любви друг к другу. Марио уехал на гастроли и все время отправлял и получал кучу писем, и при себе все время держал
фотоснимок Люсии, которую он и принимал за Матильду. Наконец, он заявил, что не может жить без Матильды. Тогда директор театра в Мексике,
который боялся срыва спектаклей знаменитого певца, предложил тому жениться заочно через посольство. Это было сделано, и Матильда стала
официально женой Марио.
Когда певец вернулся в Буэнос Айрес и пришел на дом к Матильде он увидел  Люсию,  которая приехала на свадьбу кузины вместе со своим мужем,
и бросился ее целовать. Муж Люсии возмутился и стал драться с певцом, их разняли, а Матильда, едва поняв что произошло, залилась слезами...
Но Матильда, будучи женщиной очень настойчивой, добилась любви Марио и все заканчивается счастливым концом, как и требуется в комедии...

## В ролях
- Лолита Торрес — Матильда Альварезза / Карлитос
- Освальдо Миранда — Марио де ла Роса
- Рамон Гарай — Валентин Сапорити
- Сусана Кампос— Люсия, двоюродная сестра Матильды
- Моренита Гале — Манон
- Хосефа Гольдар — донья Клара, мать Матильды
- Нелли Лайнес — Росарио, тетя Матильды
- Моника Линарес — Меча
- Лало Малькольм — дон Сезар, отец Матильды
- Франциско Донадио — психиатр

## Съёмочная группа
- Автор сценария: Абель Санта Крус по рассказу Жана Картье
- Режиссёр: Лео Флейдер
- Оператор: Роке Гьяковино
- Композитор: Тито Рибера
- Художник: Димас Гарридо
- Звукооператор: Марио Фесиа
- Балетмейстер: Димас Гарридо
- Монтажёр: Хосе Серра